# 農業銀行大樓

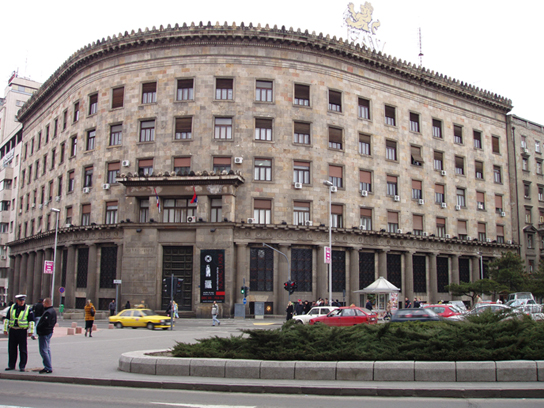
商業銀行大樓

農業銀行大樓（Agrarian Bank Building）是塞爾維亞首都貝爾格萊德的一座建築，位於尼古拉·帕西奇廣場。該建築修建於1932年至1934年，是貝爾格萊德在兩次世界大戰修建的最後一座銀行建築之一。二戰之後該建築進行了改造。農業銀行大樓現在是塞爾維亞歷史博物館的展館。

## 外部連結
- Republic Institute for the Protection of Cultural Monuments – Belgrade （页面存档备份，存于）
- Republic Institute for the Protection of Cultural Monuments-Belgrade/Immovable cultural property base
- List of monuments （页面存档备份，存于）